# Xyroptila uluru
Xyroptila uluru là một loài bướm đêm thuộc họ Pterophoridae. Loài này có ở miền tây Úc.